# Petit Juan

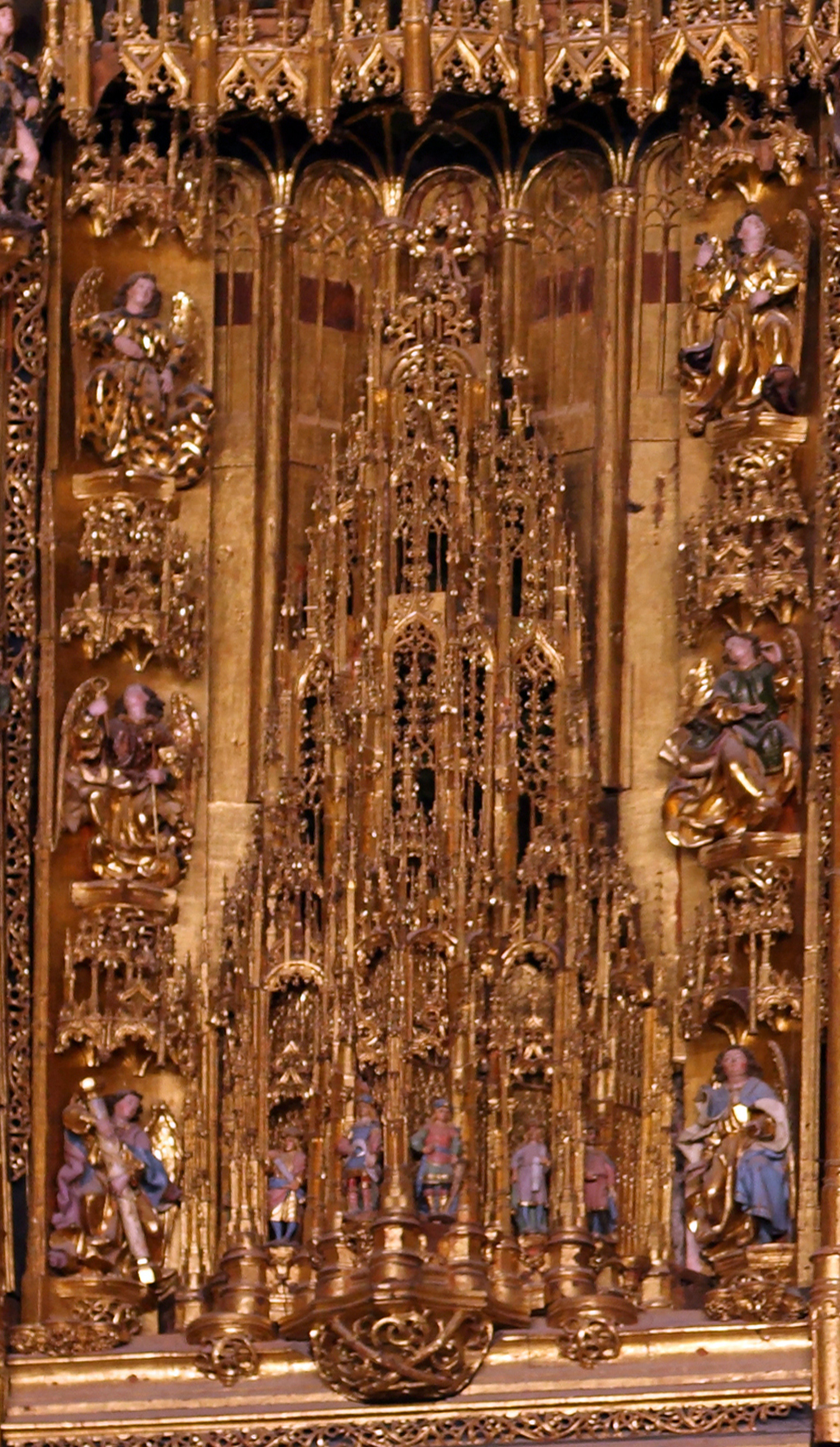
Tabernacle de la catedral de Toledo pel retaule Major, efectuat per Petit Juan, Rodrigo Alemán i Diego Copín de Holanda.

Petit Juan o Peti Juan fou un escultor que va estar actiu en la península Ibèrica a la fi del segle xv i principis del segle xvi.
De la seva procedència no es té cap document, però pel seu nom es creu que pogués ser d'origen francès. Consta que va treballar junt amb altres escultors a la catedral de Sigüenza per mandat del cardenal Pedro González de Mendoza (1467-1495), en la realització del cadirat del cor.
La seva obra més reconeguda és la seva participació en el Retaule Major de la catedral de Toledo del que va ser l'encarregat de la part arquitectònica. L'obra va ser encarregada pel cardenal Cisneros el 1497, a més a més del plànol, es va encarregar de realitzar els pilars que divideixen els cinc carrers del retaule, així com els dossers que horitzontalment separen les escenes dels pisos: rebé 1.100.000 morabatins. La predel·la del retaule y el tabernacle va ser contractada pel capítol catedralici a Petit Juan i Rodrigo Alemán. A més a més, Juan va realitzar un altre contracte per 160.000 morabatins per a la realització del guardapols del retaule, encara que només el va iniciar i va poder cobrar la primera partida, ja que va morir l'any 1504.